# Іль-де-Бреа
Іль-де-Бреа́ (фр. Île-de-Bréhat) — муніципалітет у Франції, в регіоні Бретань, департамент Кот-д'Армор. Населення — 402 особи (01.01.2021).
Муніципалітет розташований на відстані близько 400 км на захід від Парижа, 130 км на північний захід від Ренна, 45 км на північний захід від Сен-Бріє.

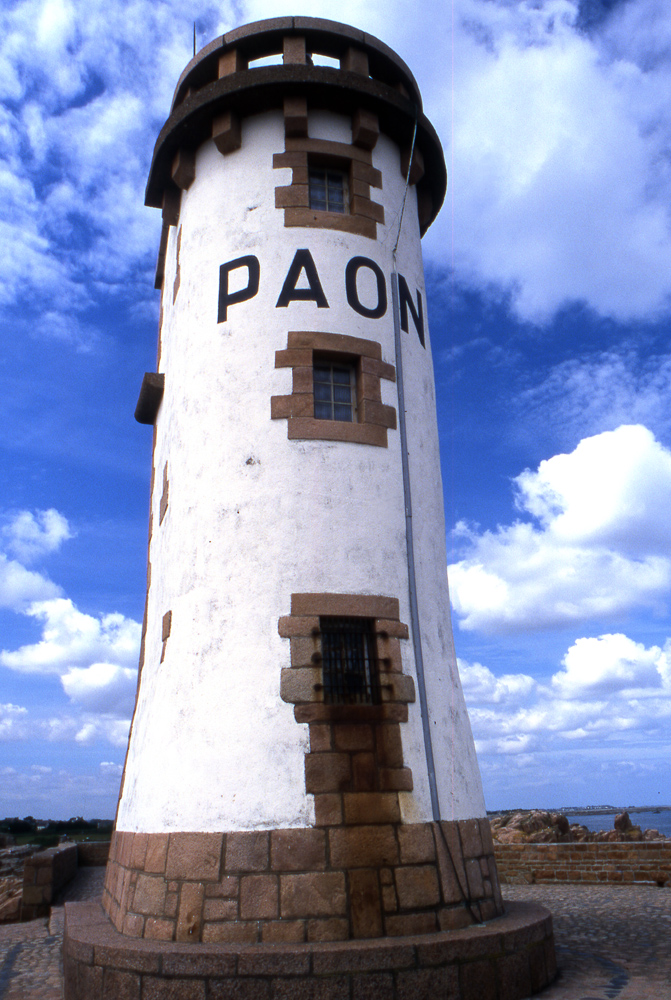
Місцевий маяк

## Демографія
Динаміка населення (Cassini і INSEE ):
Розподіл населення за віком та статтю (2006):
| Стать | Всього | До 15 років | 15-24 | 25-44 | 45-64 | 65-85 | Понад 85 |
| --- | ------ | ----------- | ----- | ----- | ----- | ----- | -------- |
| Чоловіки | 196    | 32          | 20    | 36    | 48    | 60    | 0        |
| Жінки | 232    | 28          | 12    | 32    | 76    | 64    | 20       |
| \| Статево-вікова піраміда \| Статево-вікова піраміда \| Статево-вікова піраміда \| \| ----------------------- \| ----------------------- \| ----------------------- \| \| Чоловіки \| Вік \| Жінки \| \| 0 \| 85 + \| 20 \| \| 4 \| 80-84 \| 16 \| \| 12 \| 75-79 \| 16 \| \| 20 \| 70-74 \| 8 \| \| 24 \| 65-69 \| 24 \| \| 12 \| 60-64 \| 24 \| \| 8 \| 55-59 \| 16 \| \| 16 \| 50-54 \| 16 \| \| 12 \| 45-49 \| 20 \| \| 8 \| 40-44 \| 12 \| \| 16 \| 35-39 \| 12 \| \| 8 \| 30-34 \| 4 \| \| 4 \| 25-29 \| 4 \| \| 16 \| 20-24 \| 4 \| \| 4 \| 15-20 \| 8 \| \| 20 \| 10-14 \| 12 \| \| 8 \| 5-9 \| 12 \| \| 4 \| 0-4 \| 4 \| |        |             |       |       |       |       |          |
| Статево-вікова піраміда |        |             |       |       |       |       |          |
| Чоловіки | Вік    | Жінки       |       |       |       |       |          |
| 0 | 85 +   | 20          |       |       |       |       |          |
| 4 | 80-84  | 16          |       |       |       |       |          |
| 12 | 75-79  | 16          |       |       |       |       |          |
| 20 | 70-74  | 8           |       |       |       |       |          |
| 24 | 65-69  | 24          |       |       |       |       |          |
| 12 | 60-64  | 24          |       |       |       |       |          |
| 8 | 55-59  | 16          |       |       |       |       |          |
| 16 | 50-54  | 16          |       |       |       |       |          |
| 12 | 45-49  | 20          |       |       |       |       |          |
| 8 | 40-44  | 12          |       |       |       |       |          |
| 16 | 35-39  | 12          |       |       |       |       |          |
| 8 | 30-34  | 4           |       |       |       |       |          |
| 4 | 25-29  | 4           |       |       |       |       |          |
| 16 | 20-24  | 4           |       |       |       |       |          |
| 4 | 15-20  | 8           |       |       |       |       |          |
| 20 | 10-14  | 12          |       |       |       |       |          |
| 8 | 5-9    | 12          |       |       |       |       |          |
| 4 | 0-4    | 4           |       |       |       |       |          |

## Економіка
2010 року серед 229 осіб працездатного віку (15—64 років) 161 була активною, 68 — неактивними (показник активності 70,3%, у 1999 році було 63,2%). З 161 активної мешканців працювало 149 осіб (80 чоловіків та 69 жінок), безробітними було 12 (7 чоловіків та 5 жінок). Серед 68 неактивних 19 осіб було учнями чи студентами, 32 — пенсіонерами, 17 були неактивними з інших причин.

У 2010 році в муніципалітеті було 171 оподатковане домогосподарство, в яких проживали 350,5 особи, медіана доходів виносила 18 705 євро на одного особоспоживача

## Галерея зображень

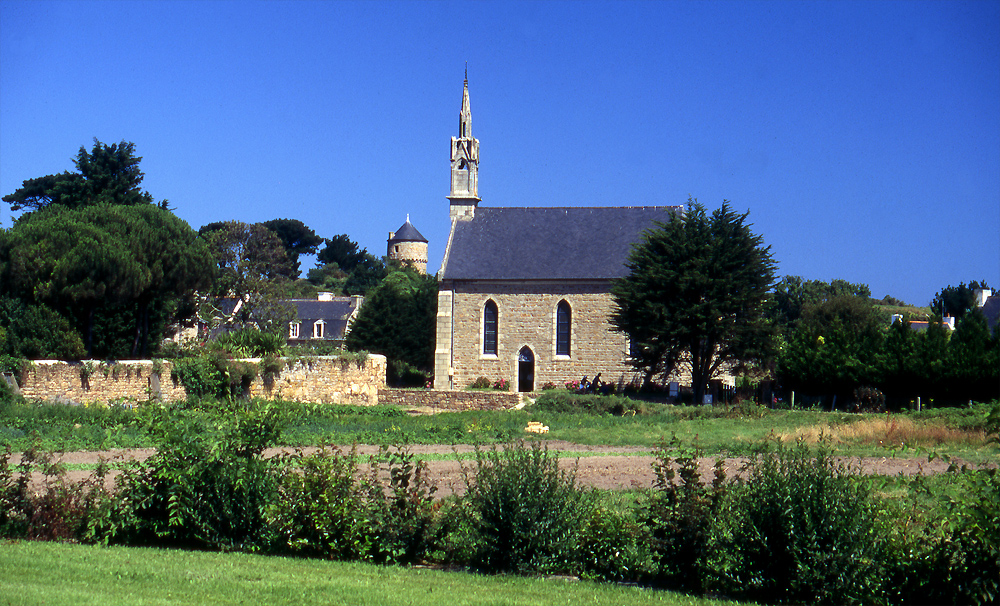
Каплиця
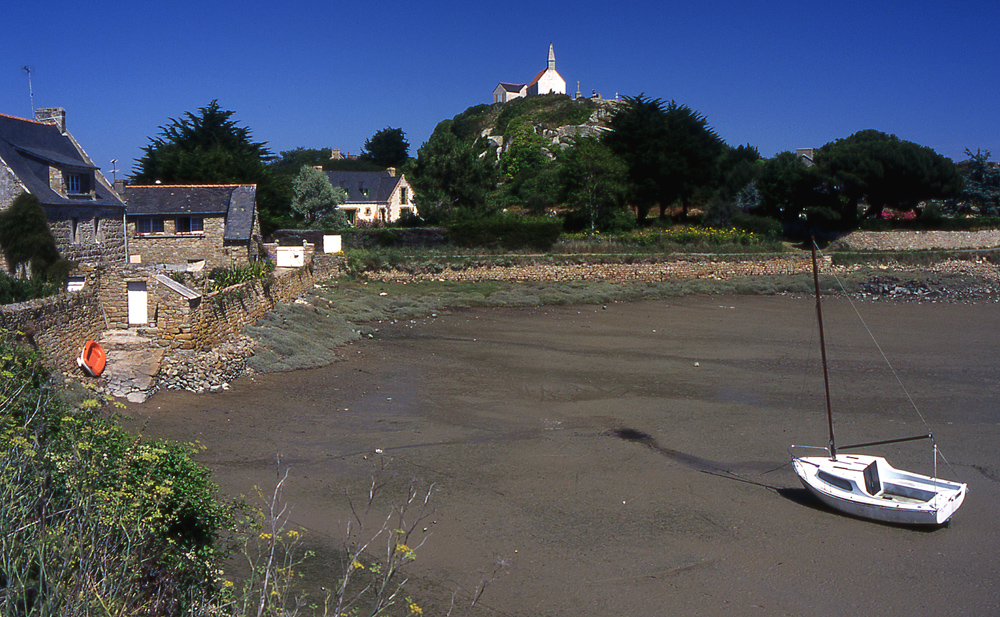
Каплиця Святого Михайла
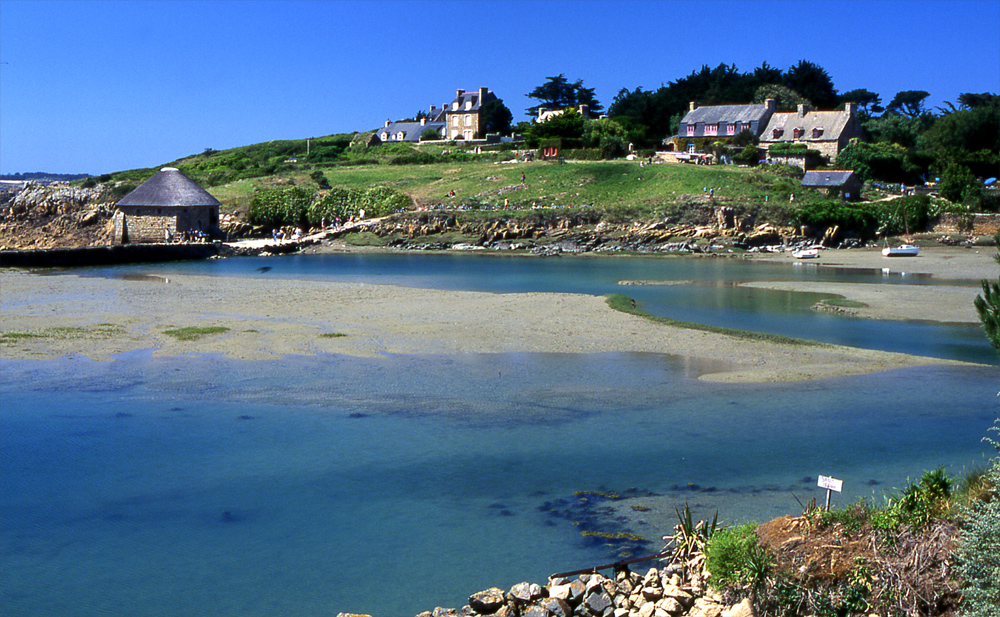
Узбережжя
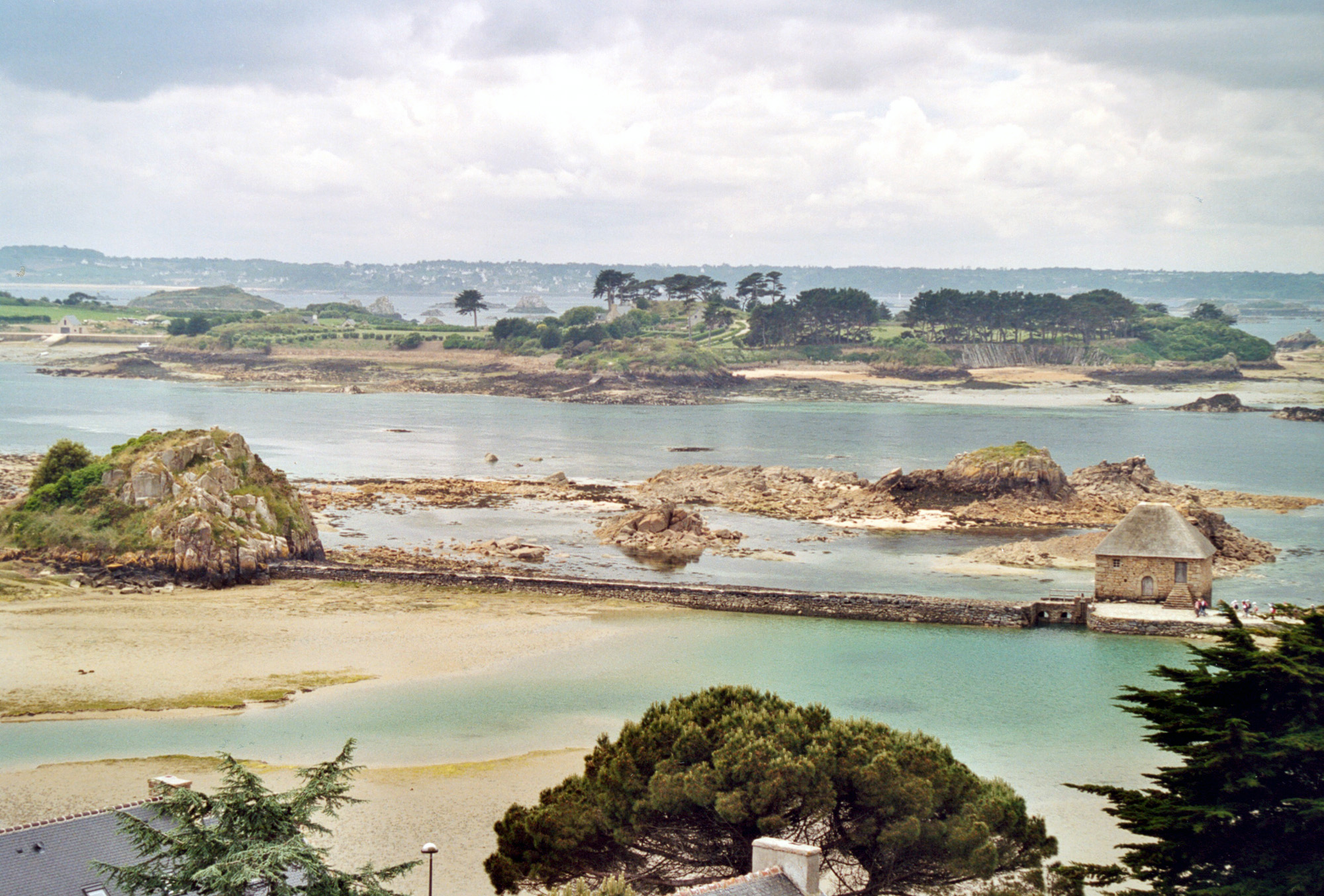
Краєвид острова
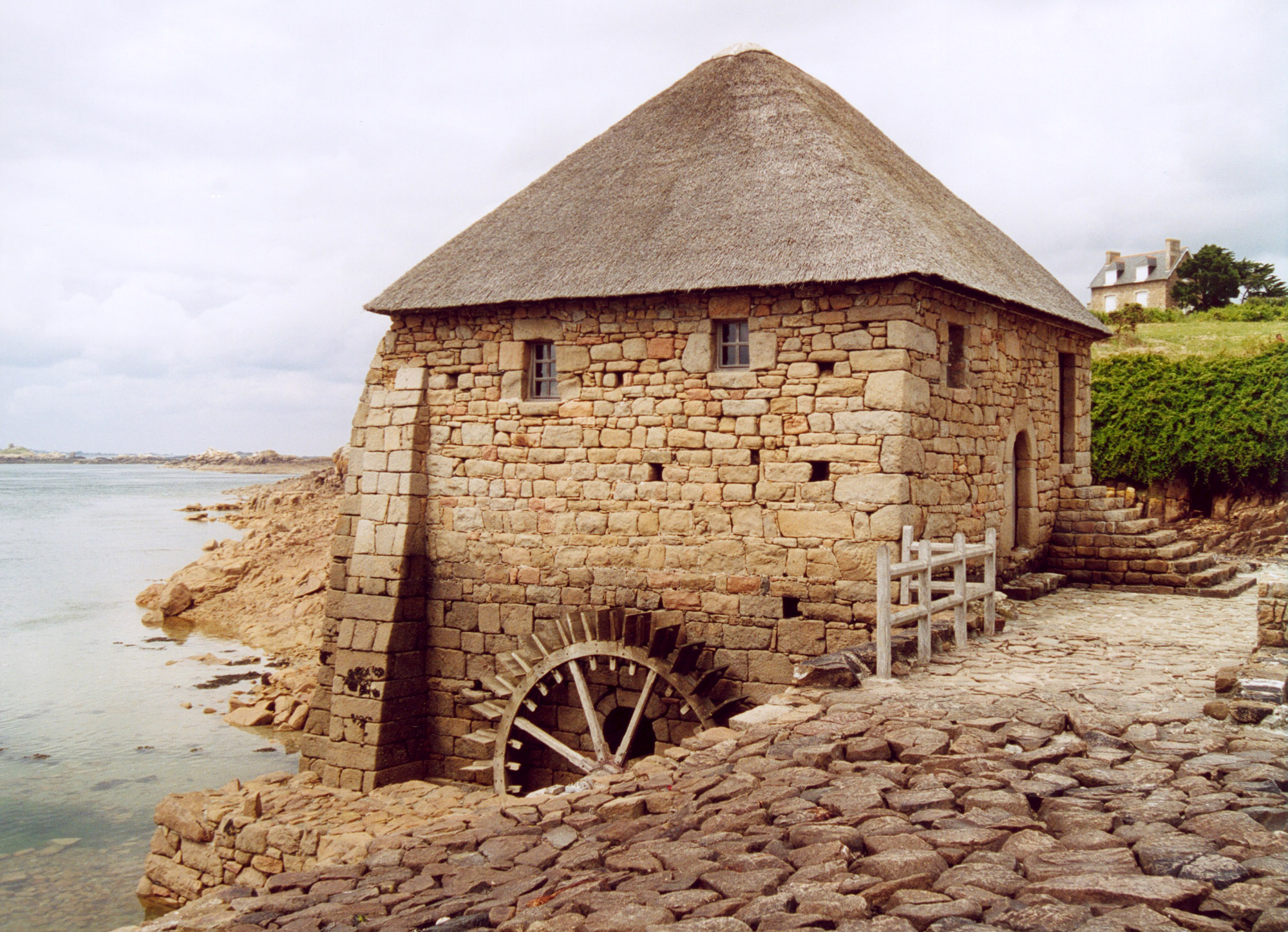
Стара будівля
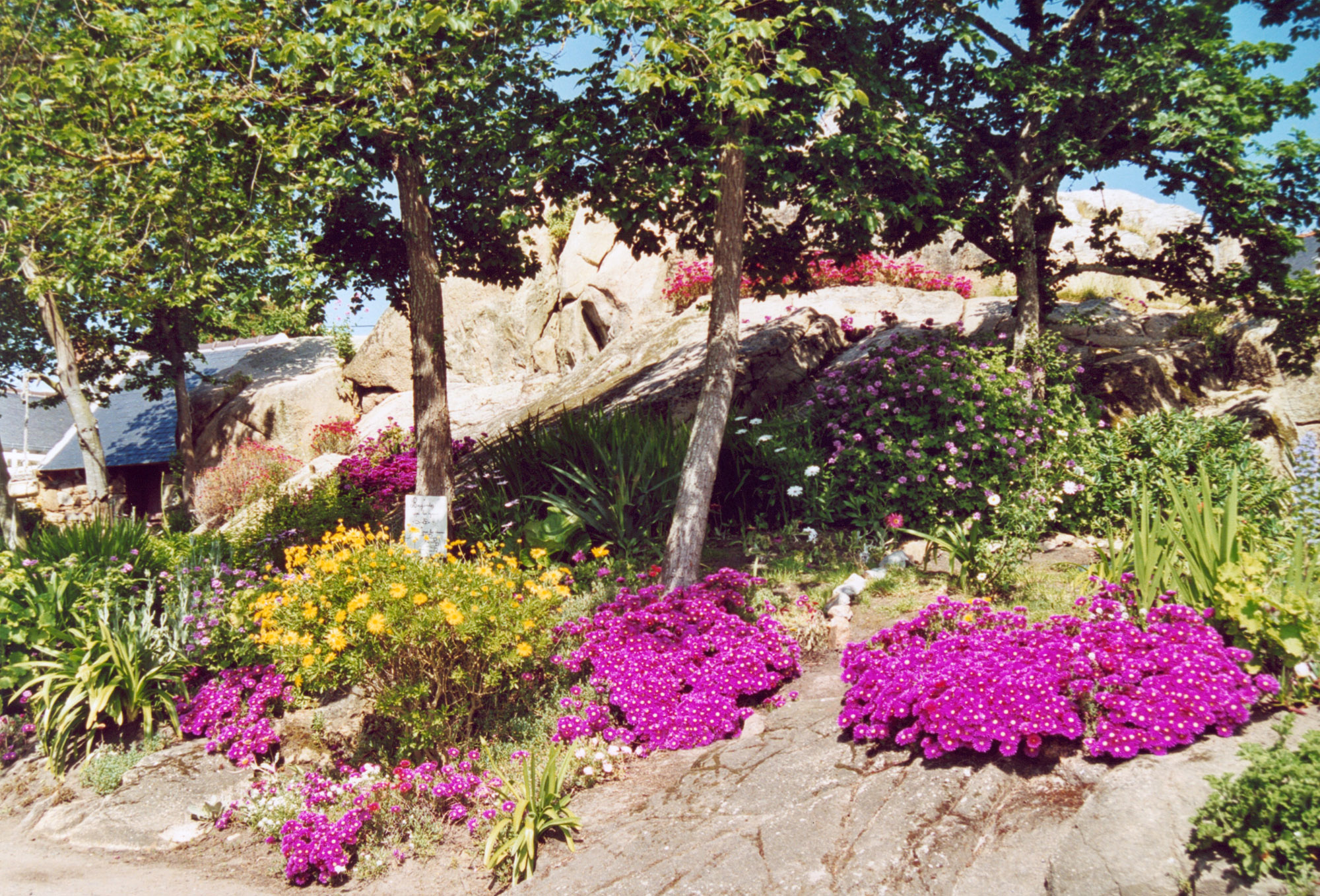
Сади
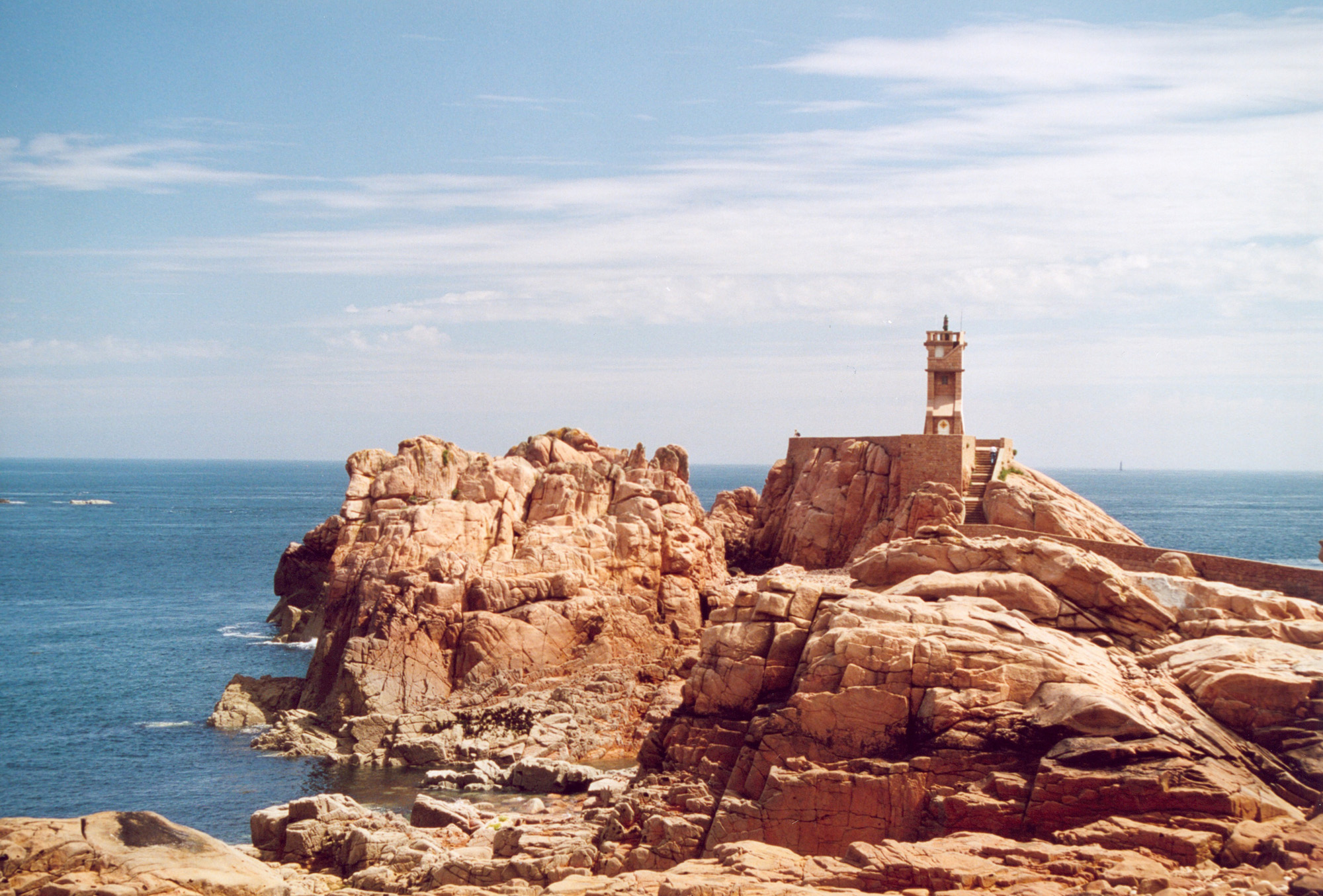
Вид на маяк
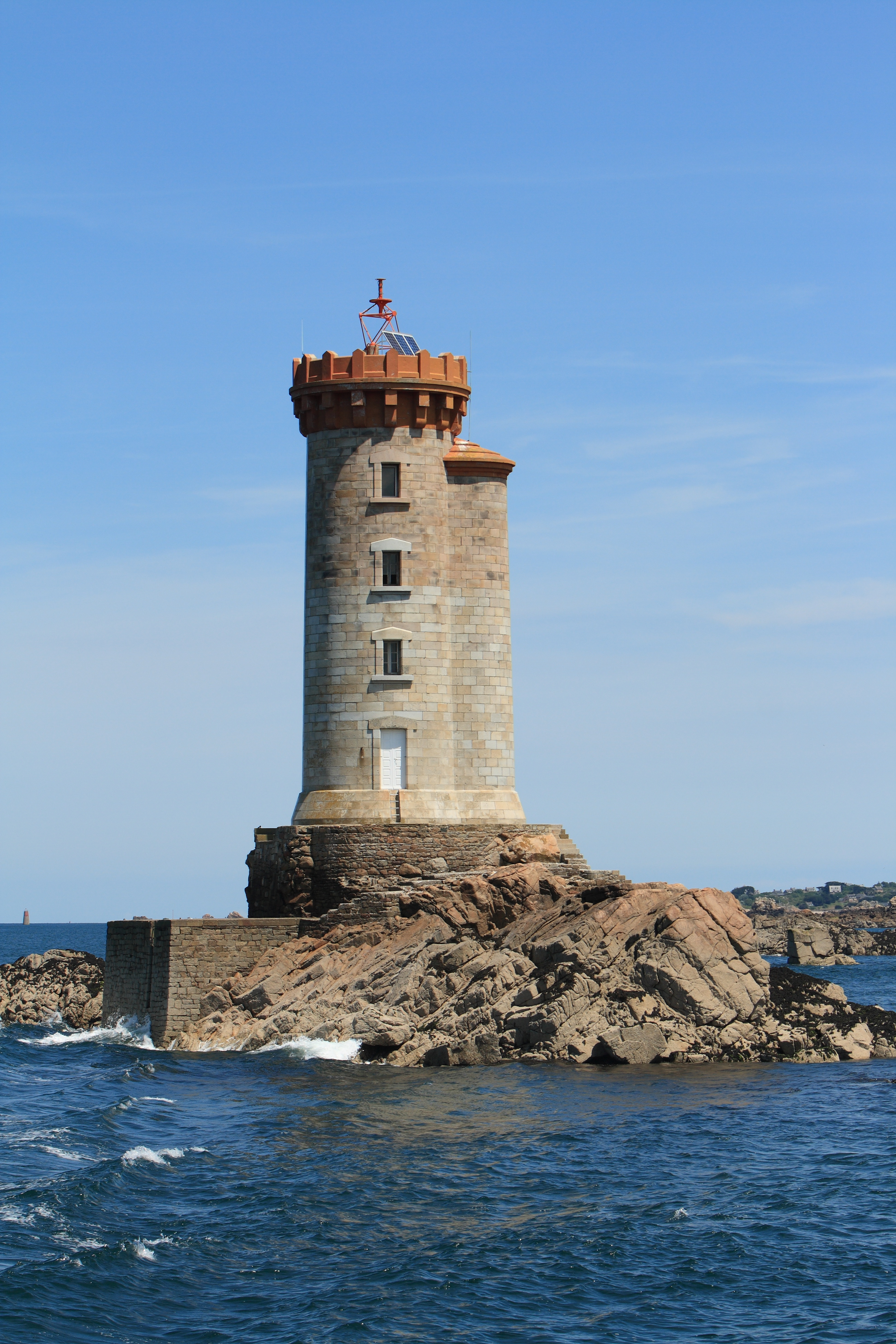
Маяк зблизька
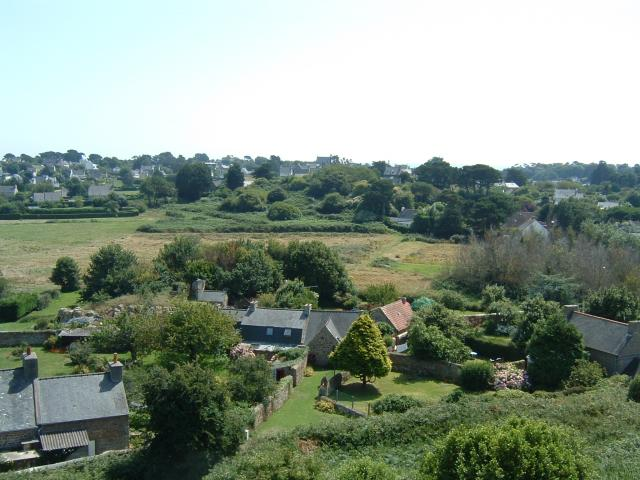
Людські садиби
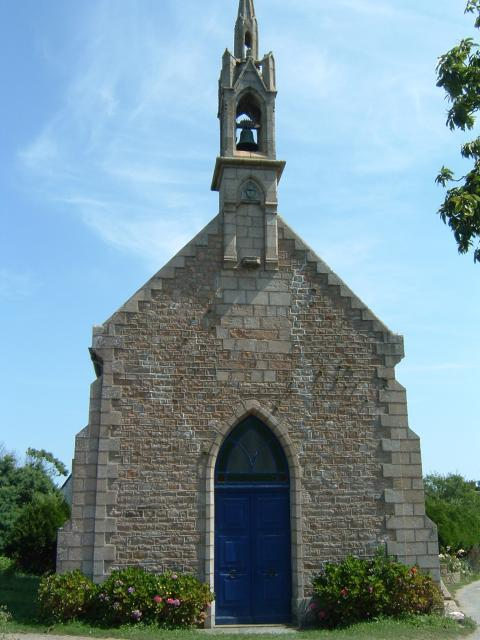
Каплиця
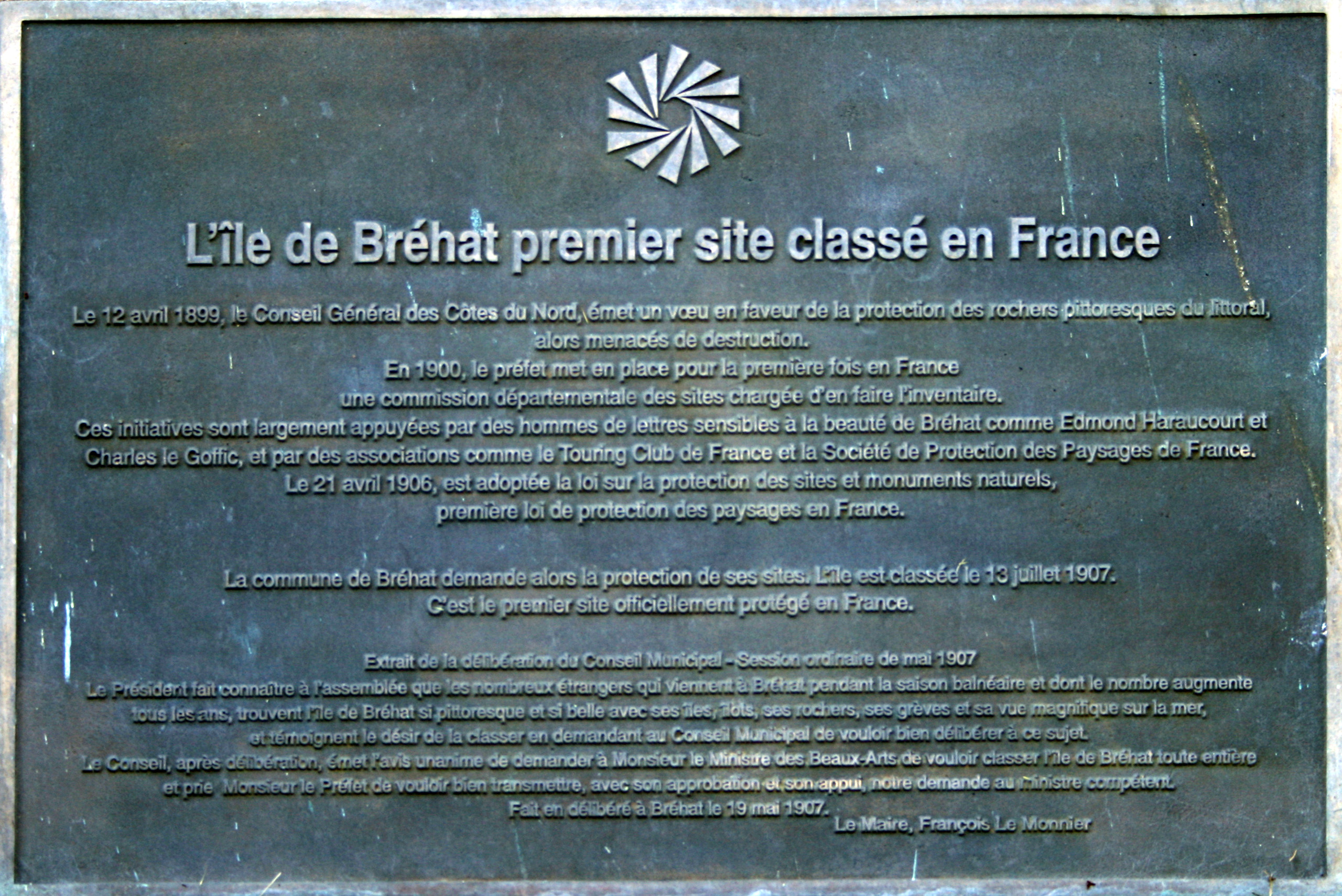
Пам'ятна дошка
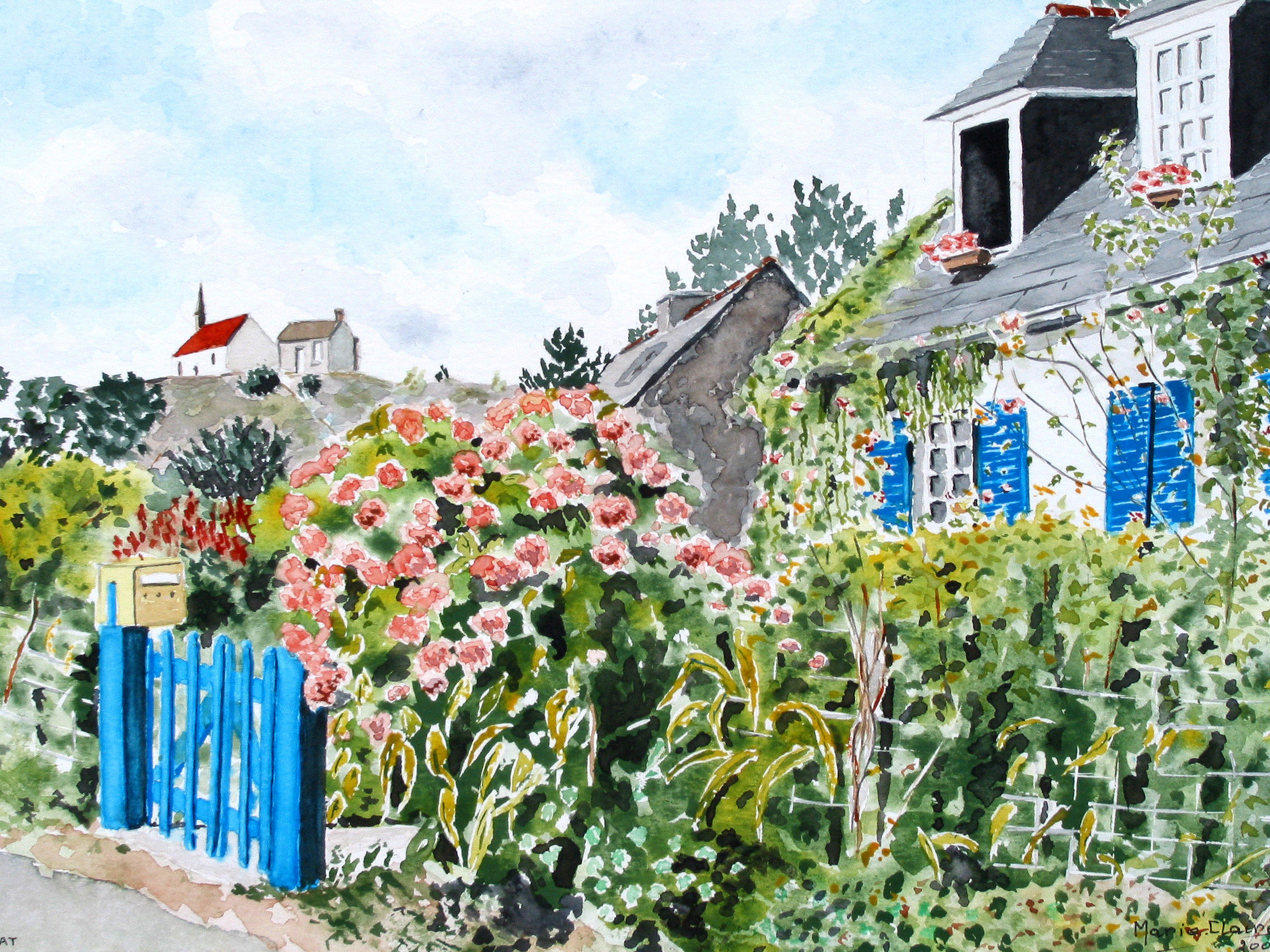
Зображення каплиці Святого Михайла
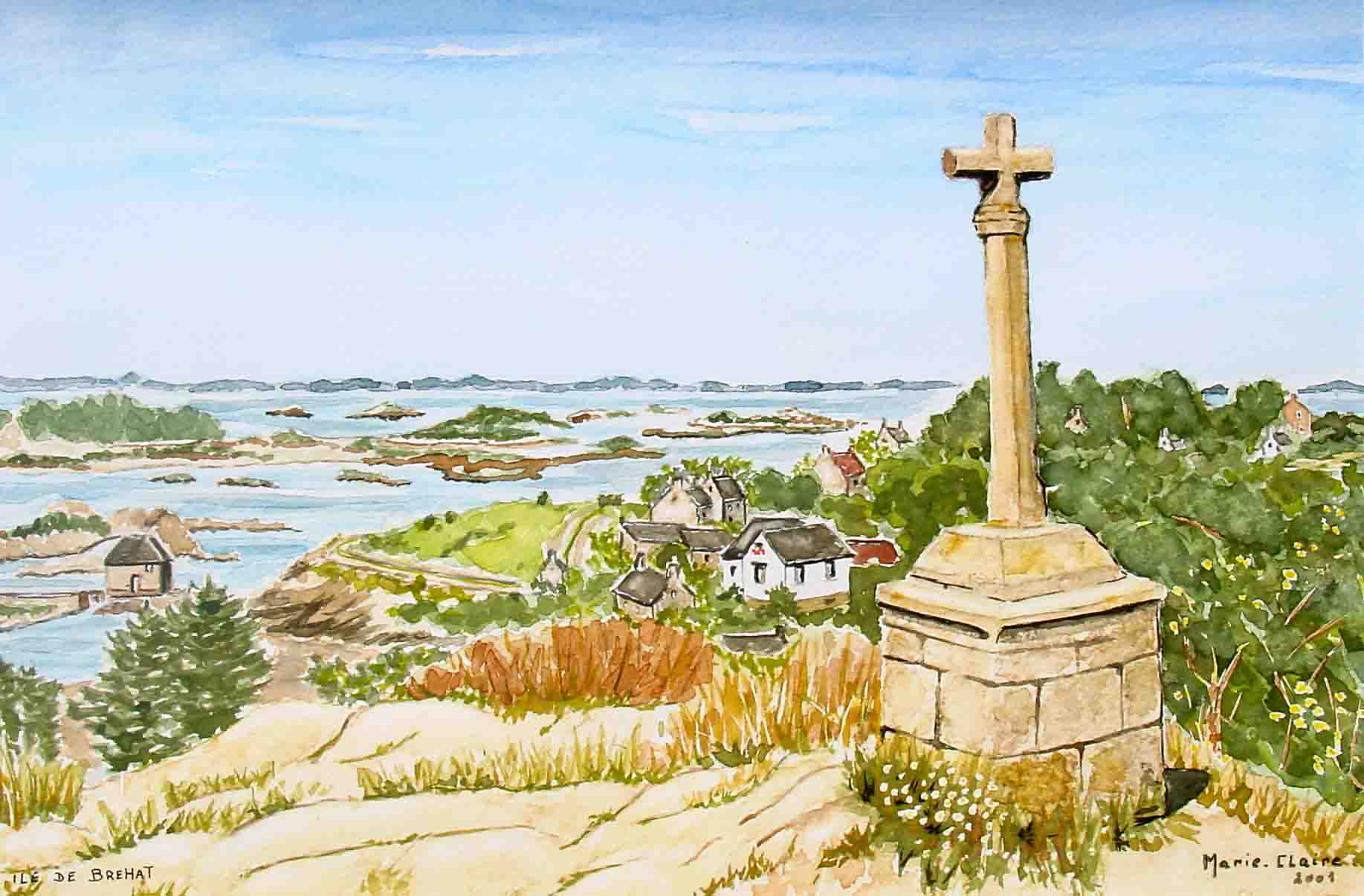
Ілюстрований вид на каплицю Сен-Мішель
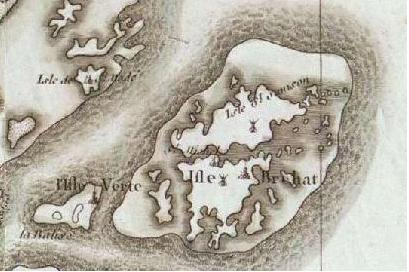
Мапа острова
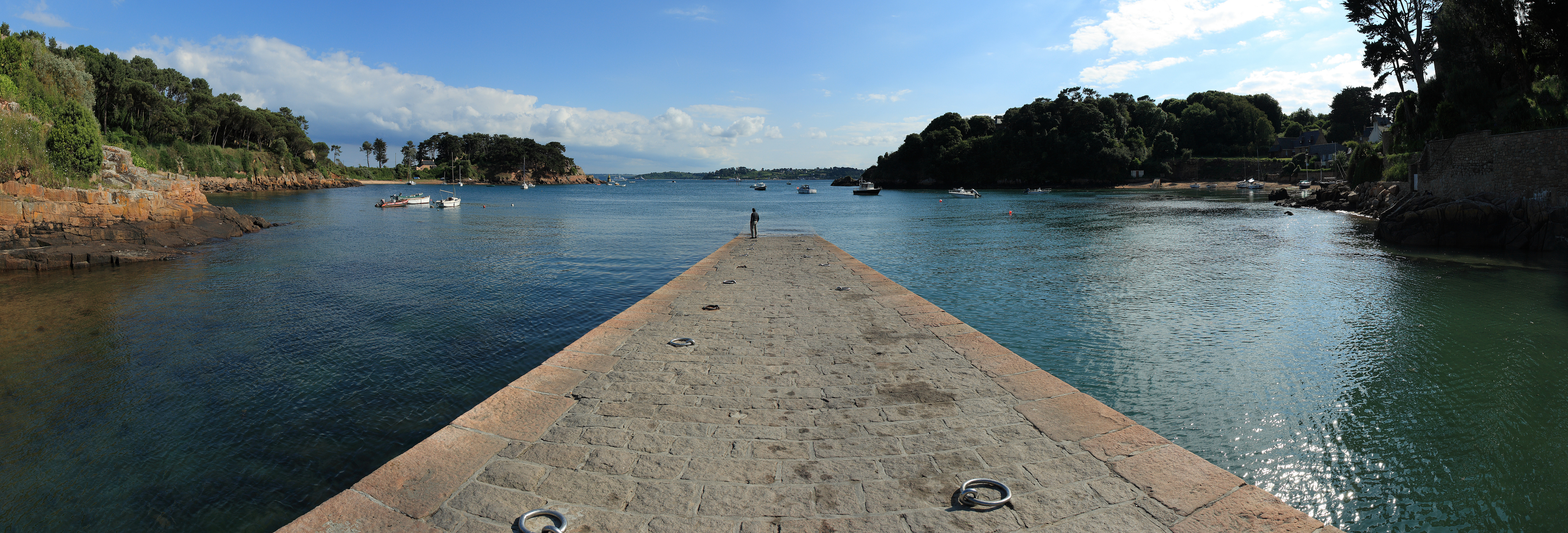
Закритий порт острова Іль-де-Бреа під час припливу
Герб